# کامپوفلیچه دی فیتالیا
کامپوفلیچه دی فیتالیا (به ایتالیایی: Campofelice di Fitalia) یک کومونه در ایتالیا است که در استان پالرمو واقع شده‌است.

## خصوصیات
کامپوفلیچه دی فیتالیا ۳۵٫۲ کیلومترمربع مساحت و ۵۹۵ نفر جمعیت دارد.